# Джуджу Нода
Джуджу Нода (яп. 野田樹潤; нар. 2 лютого 2006) — японська автогонщиця, пілотеса W Series. Дочка Хідекі Ноди, колишнього пілота Формули-1.

## Життєпис
Джуджу Нода народилася 2 лютого 2006 року в Токіо. Почала займатися картингом у віці 3-х років.
У 2018 Нода знялася у документальному фільмі, створеному Great Big Story.

## Кар'єра
Джуджу Нода почала випробовувати гоночні боліди на японських трасах з 9 років. Японська автогонщиця дебютувала у серії Lucas Oil Winter Race Series у 2019 році. У чемпіонаті пілотів вона стала 14-ою.

### Данська Формула-4
Нода дебютувала у категорії Формула-4 у 2020 році. Вона підписала контракт з Noda Racing, командою данської Формули-4, яка належала її батьку. Японська гонщиця здобула перемогу одразу у першій гонці у серії. У чемпіонаті пілотів вона фінішувала 6-ою.
У сезоні 2021 Джуджу вирішила продовжити брати участь у данській Формулі-4. За його результатами вона посіла 7-ме місце.

### Американська Формула-4
У січні 2021 було оголошено, що Джуджу Нода виступатиме в американській Формулі-4. Вона показала найкращий час у вільному заїзді під час етапу на Роуд Атланта, проте вибула з серії перед стартом кваліфікації.

### W Series
Нода стала єдиною учасницею W Series, яка автоматично не кваліфікувавшись до серії і не бравши участі в перших передсезонних тестах в Аризоні приєдналася до тестів у Барселоні. 22 березня 2022 року були оголошені усі учасниці серії, включаючи Ноду. Японська гонщиця протягом сезону змогла набрати лише 2 очки й посіла у чемпіонаті пілотів 14-те місце.

## Результати
| Сезон | Серія                                      | Команда                       | Гонки | Перемоги | Поули | Ш/кола | Подіуми | Очки | Місце |
| ----- | ------------------------------------------ | ----------------------------- | ----- | -------- | ----- | ------ | ------- | ---- | ----- |
| 2019  | Lucas Oil Winter Race Series               |                               | 3     | 0        | 0     | 0      | 0       | 68   | 14-те |
| 2020  | Данська Формула-4                          | Noda Racing                   | 9     | 1        | 3     | 2      | 4       | 85   | 6-те  |
| 2021  | Данська Формула-4                          | Noda Racing                   | 17    | 2        | 2     | 3      | 8       | 149  | 7-ме  |
| 2021  | YACademy Winter Series                     | Jay Howard Driver Development | 6     | 0        | 0     | 0      | 0       | 12   | 12-те |
| 2021  | Американська Формула-4                     | Jay Howard Driver Development | 0     | 0        | 0     | 0      | 0       | 0    | --    |
| 2022  | W Series                                   | W Series Academy              | 7     | 0        | 0     | 0      | 0       | 2    | 14-те |
| 2022  | Drexler-Automotive Formula 3 Cup - F3 Open | Vadum Racing                  | 6     | 0        | 0     | 0      | 0       | 48   | 8-ме  |
| 2022  | TopJet F2000 Formula Trophy                | Vadum Racing                  | 6     | 0        | 0     | 0      | 0       | 0    | --    |

### Результати у W Series
| Сезон | Команда           | 1       | 2       | 3      | 4      | 5      | 6     | 7        | Місце | Очки |
| ----- | ----------------- | ------- | ------- | ------ | ------ | ------ | ----- | -------- | ----- | ---- |
| 2022  | Академія W Series | МАЯ1 12 | МАЯ2 15 | ІСП 13 | СІЛ 16 | ФРА 13 | УГО 9 | СІН Схід | 14-те | 2    |